# 武道会 (ロンドン)

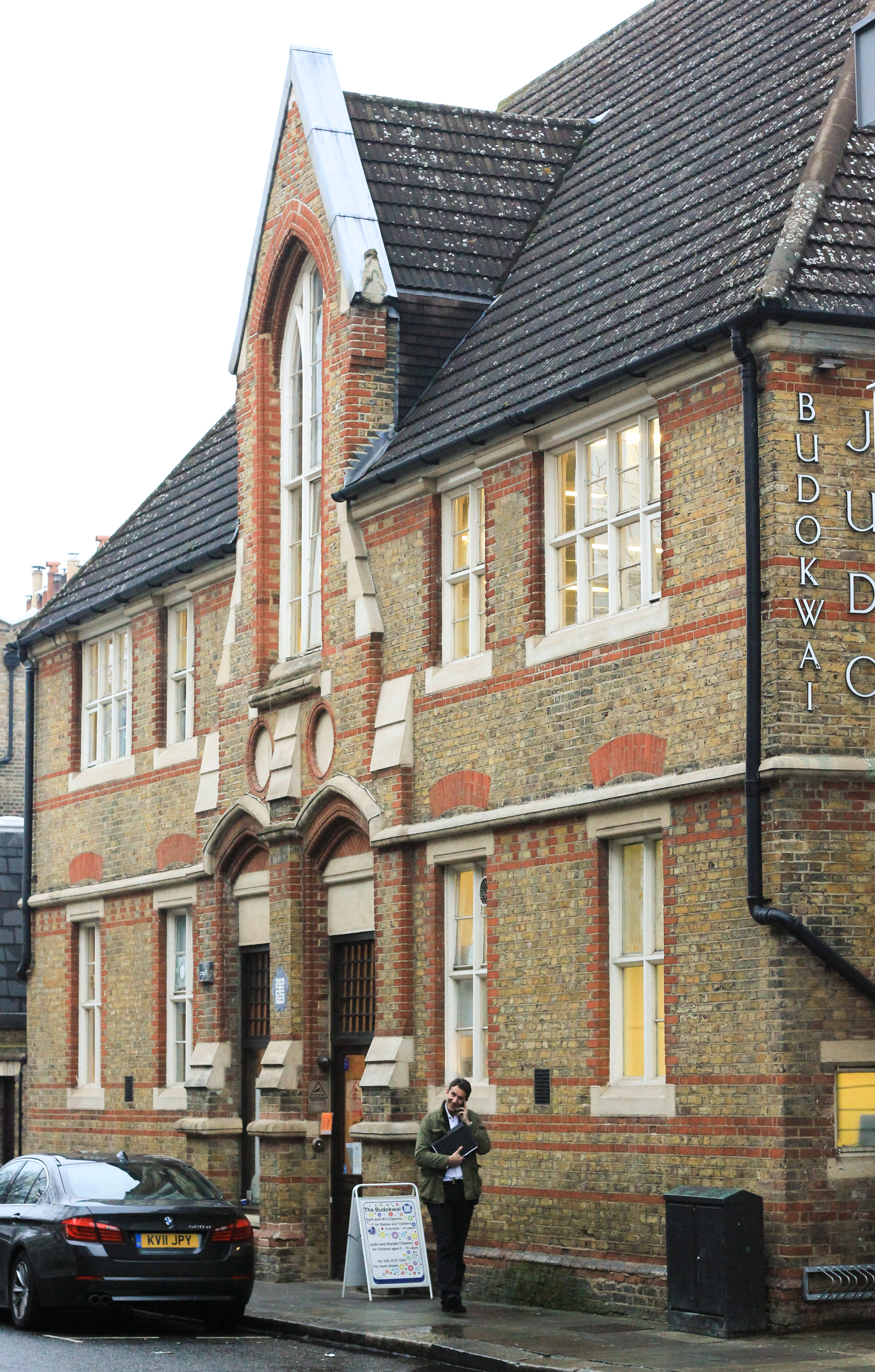
武道会の正面

武道会（ぶどうかい、The Budokwai）は、イギリス・ロンドンにある柔道などの日本の武道の道場であり、ヨーロッパ最古の日本武道の道場である。
1918年、小泉軍治によって創設され、柔術、剣道などの日本武道を教えていた。

## 名称とシンボル
正式名は "the Budokwai (The Way of Knighthood Society)"であるが、通常 "the Budokwai"（武道会）と呼ばれる。武道会という名称は創設者の小泉軍治によるもので、これを英語に訳したのが"The Way of Knighthood Society"である。
ロゴマークは、青色の桜の花の上に漢字の「武」を象ったものを白で描いたものである。小泉は「武道の修行の目的は戦いを止めることである」として「止」と戦いを意味する「戈」を組み合わせたこの文字を選んだと述べている。

## 歴史
小泉軍治は、柔道や剣道をはじめとする日本の武道をイギリスの一般市民に教える道場として武道会を創設した。ロンドン・シティ・オブ・ウェストミンスターのヴィクトリアに道場を開設し、1918年1月26日に12人の会員で発足した。これがヨーロッパ初の日本武道の道場となった。
最初の36名の会員は日本人であり、イギリス人が入会したのは同年3月だった。60人目の会員として初のイギリス人女性が入会した。小泉が初代会長、谷幸雄が柔道の初代師範となった。
1920年7月、嘉納治五郎（講道館柔道創始者）がアントワープオリンピックに選手団長として向かう途中で武道会を訪れ、小泉と谷に講道館2段位を与えた。嘉納に同行していた会田彦一は、2年間イギリスに滞在して武道会で指導した。日本人会員の田辺が初段に昇格し、武道会生え抜きの初の有段者となった。1918年から1968年まで、毎年5月11日に定例の演武会を開催し、その後は不定期に開催した。
武道会は、イギリス国内とヨーロッパの柔道組織の形成に貢献し　小泉は、イギリス国内とヨーロッパの柔道組織を設立するという自身のアイデアについて武道会に委員会を設けて検討し、1948年に武道会のジョン・バーンズ会長がヨーロッパの全ての柔道・柔術道場を武道会主催の会議に招聘した。1948年7月24日、ロンドンのインペリアル・カレッジ・ユニオンで開催されたイギリスの柔道道場の会議において、イギリス柔道協会が設立された。国際会議は1948年7月26日と28日に開催され、オーストリア、イギリス、オランダ、イタリアの4か国とオブザーバーのフランスが参加した。武道会のトレヴァー・レジェットが会議の議長に選出され、武道会が起草した会則が提出され、ヨーロッパ柔道連盟が結成された。
1953年、イギリスに留学した講道館の川村禎三（当時六段）が指導に当たった。1954年9月、武道会はロンドン・サウスケンジントンのギルストンロード4番地に移転した。開場式には駐英日本大使が参列し、川村に対して投げ技をかけた。1960年代には、日本空手協会との提携により、1963年の全日本チャンピオンである榎枝慶之輔をはじめとする多くの日本人指導者が武道会で指導にあたっていた。同時期に合気道の指導も開始された。1964年に柔道がオリンピック種目になり、柔道が国際的に発展するのに伴い、武道会における柔道の指導はスポーツ柔道と競技柔道に重点が置かれるようになった。イギリス初の柔道オリンピックチームの一員だったブライアン・ジャックス、シド・ホーア、トニー・スウィーニーは武道会の会員だった。

## 活動
2017年現在、武道会では柔道、空手、合気道、ブラジリアン柔術、ピラティス・メソッド、本體楊心流、乳幼児のためのアクティビティなどのクラスを運営している。柔道の指導は毎日行われており、年齢や柔道経験に応じた様々なクラスが開催されている。

## 運営
武道会は非営利団体で、会員は正会員、準会員、名誉会員で構成されている。正会員のみがクラブに対する財政的責任と議決権を持ち、正会員は45名までとなっている。現在の執行委員会会長はピーター・ブルーウェットである。

## 著名な会員
武道会の会員には多くの著名人がいる。1936年3月、サラ・メイヤーは日本人以外の女性として初めて柔道の有段者となった。メイヤーは1920年代に武道会で柔道を始めた後、1934年に武道会からの紹介状を持って日本に渡り、柔道の修行に励んでいた。ニール・アダムス、ブライアン・ジャックス、アンジェロ・パリジ、レイモンド・スティーヴンスなど、多くの柔道オリンピック代表選手が武道会の会員だった。カイリー・ミノーグ、サイモン・ル・ボン、ミック・ジャガー、ヤスミン・ル・ボン、ガイ・リッチーなどの著名人の会員もいる。武道会で柔道のトレーニングを受けたスポーツ選手には、ブラジリアン柔術チャンピオンのホジャー・グレイシーや陸上選手のセバスチャン・コーなどがいる。元外務大臣のウィリアム・ヘイグは、定期的にセバスチャン・コーと武道会で柔道のトレーニングを行っている。